# Azoth

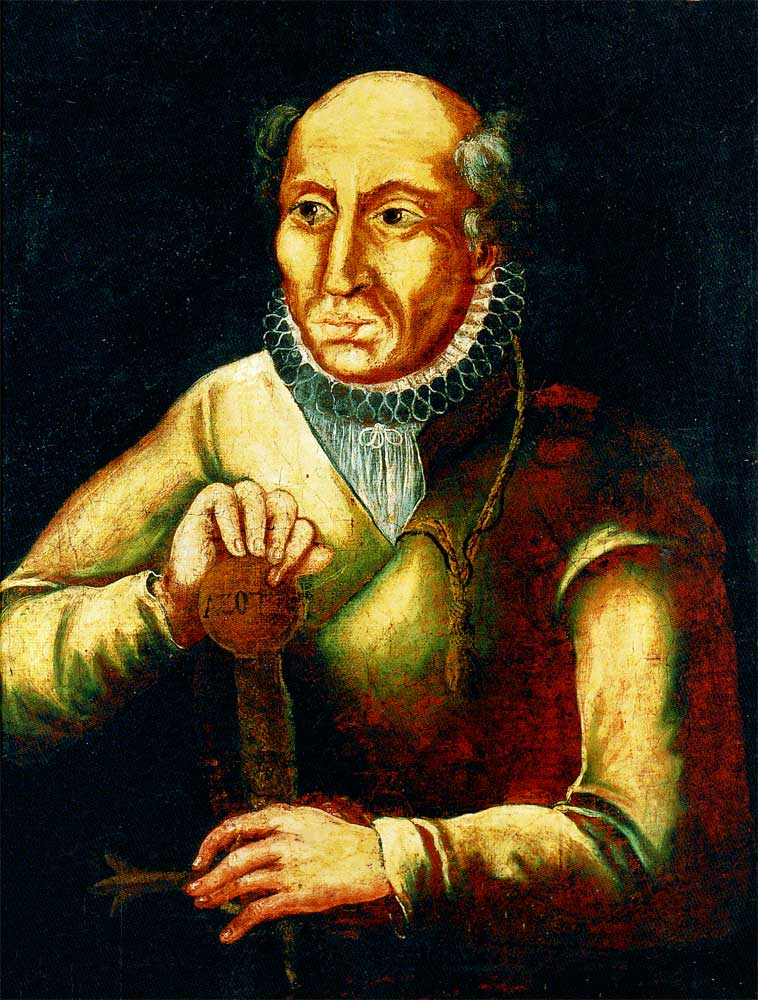
Uno dei tipici ritratti di Paracelso con la mano sul pomo della spada su cui è leggibile «AZOT»

L'Azoth (o Azoto), in alchimia, è un solvente o un farmaco universale, affine ad altre sostanze sottili come l'etere o l'alkahest, che si otterrebbe disciogliendo lo spirito vitale nascosto nella materia grossolana. A partire dall'azoth sarebbe stato possibile cristallizzare la pietra filosofale e operare ogni sorta di trasmutazione: esso fu perciò oggetto della visione e delle ricerche di svariati alchimisti.
Simbolizzato a volte dal caduceo, l'azoth riassumeva in sé una formula occulta, o costituiva anche un'espressione poetica per indicare il mercurio, elemento considerato il sostrato primordiale di ogni metallo, come nella terminologia utilizzata da Paracelso:
(Antonio Ricciardi, Commentaria Symbolica, Venetiis, 1591, I, p. 101, dal Dictionarium Paracelsi di Gerardus Dorneus del 1575)

## Etimologia

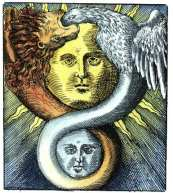
Allegoria della pietra filosofale raffigurata nella quinta illustrazione xilografata di Azoth (1613), attribuito al monaco benedettino Basilius Valentinus: un'aquila e un leone, simboli di opposte polarità quali ad esempio il mercurio e lo zolfo, racchiudono entro due circoli il Sole e la Luna.

Il termine si presta ad essere ricondotto a diverse etimologie. In quanto vocabolo del latino medievale, esso nasce da un'alterazione di azoch, originariamente derivato secondo gli orientalisti dall'arabo al-zā'būq, che significa appunto «mercurio», oppure dal termine sufi el-dhat, o ez-zat, proveniente dal persiano az-zauth, traducibile con «essenza», «quiddità», o «realtà interiore». In virtù del suo significato, Azoth era usato sostanzialmente quale sinonimo stesso della pietra «nascosta».
Si può tuttavia individuare in Azoth anche un acronimo cabbalistico costituito da 4 lettere (A-Z-Ω-Th):
- "A" in quanto inizio dell'alfabeto,
- "Z" in quanto ultima lettera di quello latino,
- "O" in quanto omega, posta alla fine dell'alfabeto greco,
- "TO" in quanto lettera finale dell'alfabeto ebraico;[5]

le caratteristiche di contenere in sé l'inizio e la fine di tutto erano quelle attribuite appunto al mercurio, che in quanto veicolo di collegamento fra cielo e terra, era assimilato all'etere filosofico, cioè la sostanza con cui si riteneva intessuta l'Anima del mondo che permeava di sé l'intero universo.
La parola Azoth appare legata secondo la «lingua degli uccelli» anche al suono Ain Soph, che nella cabala ebraica è la sostanza fondamentale generatrice delle dieci Sephirot di cui è composta.
Vi è da aggiungere infine che in alcune lingue, soprattutto slave, ma anche in altre come il francese e l'italiano, Azoth è il nome che designa l'elemento chimico azoto: in questo caso l'etimologia è formata dall'alfa privativo greco α + ζωή, che vuol dire «senza vita», espressione in cui era implicita l'idea di un catalizzatore inerte e tuttavia potenzialmente attivo, in grado di dare vita alla materia se opportunamente trattato al contatto con essa. Come l'azoth, inoltre, il gas che da lui prende il nome è caratterizzato da un ciclo continuo che tutto pervade.

## Ricorrenze

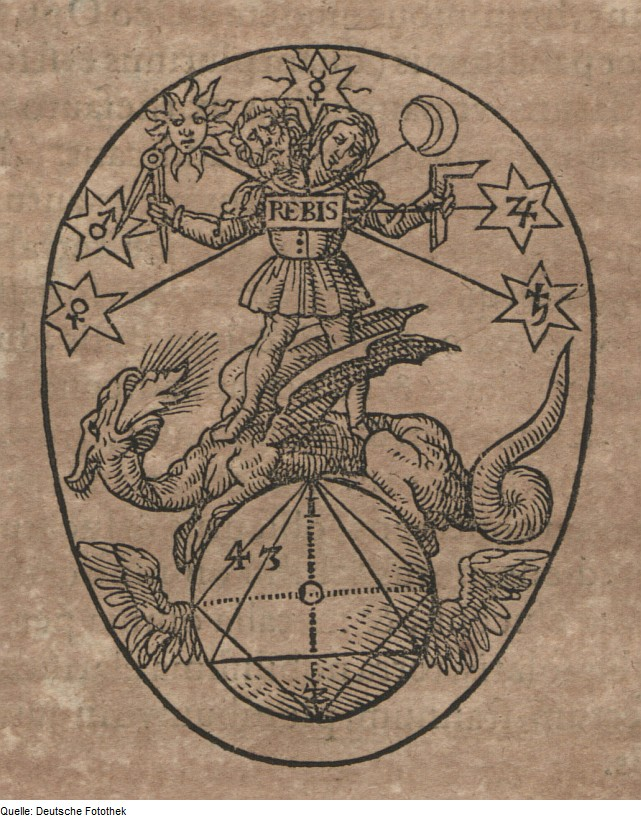
Allegoria del rebis nella sesta illustrazione xilografata di Azoth (1613): all'interno dell'uovo cosmico, un androgino regge una squadra e un compasso al di sopra di una sfera nella quale è iscritto un quadrato magico, la cui somma dà 34.

La parola ricorre negli scritti dei primi alchimisti, come Zosimo, Maria la Giudea, Olimpiodoro, Jabir ibn Hayyan conosciuto come Geber.
Innumerevoli riferimenti all'Azoth si trovano nei trattati alchemici successivi, come il Liber de compositione alchimiae di Morienus Romanus, lo Speculum Alchimiae di Arnaldo de Villanova, il Liber Azoth di Paracelso, e in tutta la letteratura di ispirazione paracelsiana e rosacrociana. L'alchimista svizzero Paracelso, in particolare, avrebbe conosciuto questo termine dall'insegnamento sufi appreso in Medio Oriente, rendendo poi celebre in Occidente il suo utilizzo come sinonimo di farmaco mercuriale.
Numerosi furono anche i disegni esoterico-allegorici raffiguranti l'Azoth e le modalità di servirsene ai fini della Grande Opera alchemica. Gli esempi principali includono la Monade geroglifica del dottor John Dee (1564), e l'Azoth dei Filosofi di Basilio Valentino, un dialogo pubblicato per la prima volta in latino e in tedesco nel 1613, e quindi in francese nel 1624.
L'occultista francese Eliphas Lévi, nella sua opera del 1856 Dogma e rituale dell'Alta Magia, chiama Azoth l'Anima universale, da lui assimilata ad una sostanza eterica diffusa. Egli ne parla come di un'essenza bipolare, distinguendone due aspetti, uno positivo e l'altro negativo, denominati con i termini ebraici Od (luce attiva) e Ob (forza passiva), i quali trovano una sintesi nell'Aur, e che sarebbe possibile influenzare tramite corrispondenti rituali magici. Nel suo studio dei Tarocchi e della Kabbalah, con cui associò una lettera ebraica ad ogni arcano maggiore, Lévi identificò la carta finale del Mondo con la Taw, designandola Azoth quale nome di Dio compiutamente realizzato.
Analogamente Aleister Crowley attribuiva all'Azoth la capacità di collegare in sé l'inizio e la fine di tutto, come nell'ouroboros, il serpente che si morde la coda in un ciclo continuo.

## Nella cultura di massa
- L'Azoth è un elemento importante del videogioco per PlayStation 2 Haunting Ground, descritto come "Essenza della vita" ereditata dalla protagonista Fiona Belli, che i vari antagonisti del gioco cercano di ottenere per poter "completare" la propria persona ottenendo la capacità di provare sentimenti o di ottenere l'immortalità.